# Лигнитни въглища
Лигнитните въглища, или само лигнит, са вид въглища, които имат най-ниската степен на промяна (петрификация) и съответно най-ниската калоричност.
В тях могат често да се намерят доста големи останки от дървета, клони, листа и други органични останки. Съдържанието на въглерод е ниско, около 50 – 55%, а на кислород, азот, водород и сяра е високо. Пепелното съдържание е високо – до около 50%. За сравнение, въглищата в „Марица Изток“ са с по-ниска калоричност от 1/3 от украинския чернозем.
Независимо от това, когато находището е голямо и условията позволяват евтин добив, е подходящо да се използват в електроцентрали. Поради голямото съдържание на сяра е задължително да се строят сероочистващи съоръжения. Например централите в „Марица Изток“ изхвърлят във въздуха 1000 тона серен диоксид дневно или 365 хил. t годишно. След построяването на сероочистващите инсталации емисиите спадат до 20 хил. t годишно.

## Находища на лигнитни въглища в България
- Източномаришки басейн – запасите възлизат на около 3,2 млрд. т.
- Софийски лигнитен басейн – находища – Габер, Алдомировци, Станянци, Чукурово, мина Болшевик, Кътина. Общите запаси са 840 млн. т.
- Ломски лигнитен басейн, Елховски басейн и Самоковски басейн – не се разработват.
- По-малки залежи на лигнитни въглища има в Разложко (60 млн. т.), Кюстендилско (20 млн. т.), Гоцеделчевско, Старозагорско.[1]